# Karl-Erik Israelsson

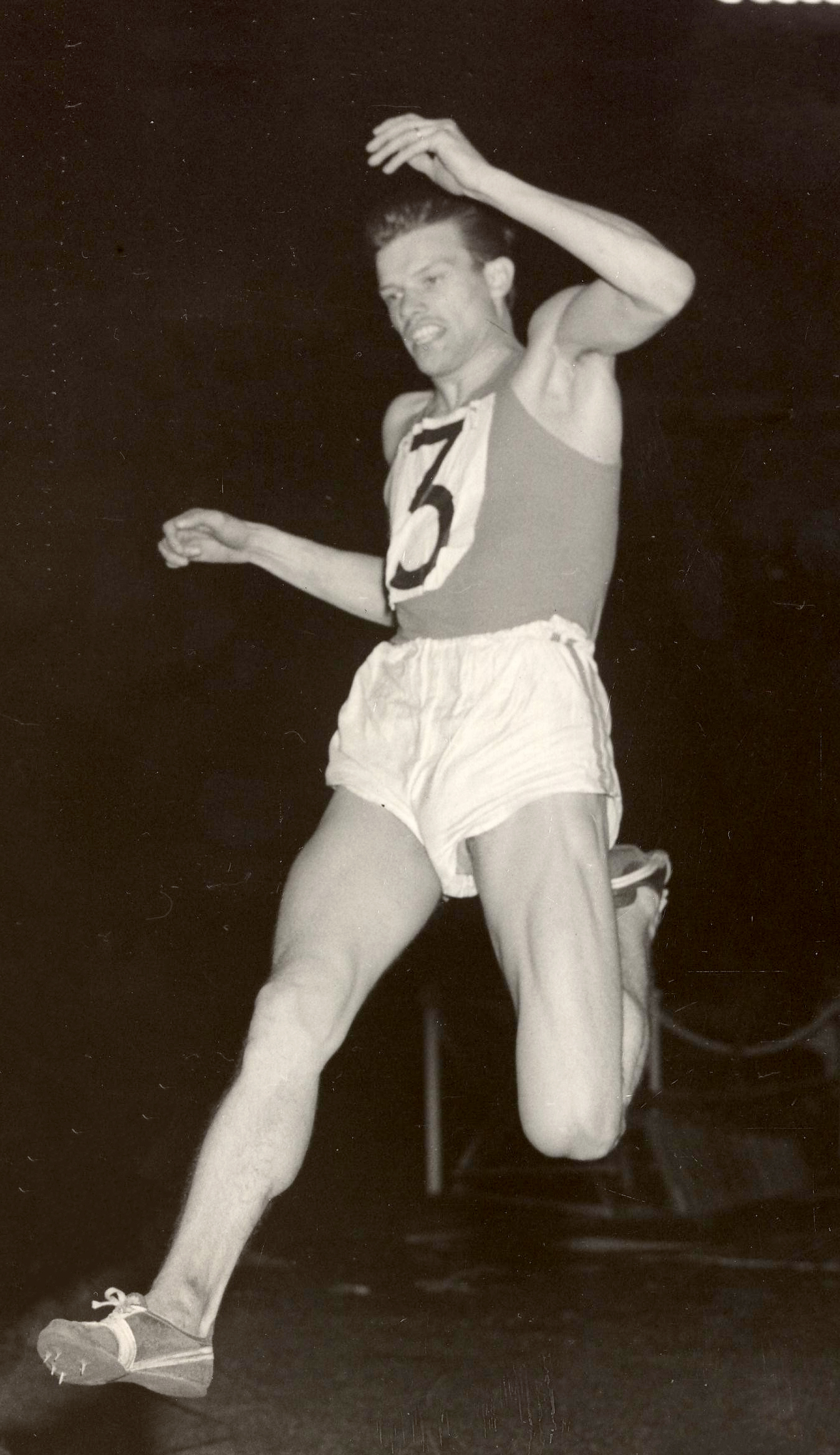
Karl-Erik Israelsson, 1953

Karl-Erik „Cacka“ Israelsson (* 23. August 1929 in Stockholm; † 10. Januar 2013 in Uppsala) war ein schwedischer Weitspringer und Hürdenläufer.
Bei den Olympischen Spielen 1952 in Helsinki wurde er Siebter im Weitsprung.
1951 wurde er Schwedischer Meister im Weitsprung und 1952 über 110 m Hürden. Seine persönliche Bestleistung im Weitsprung von 7,27 m stellte er 1952 auf.